# Pleiotaxis overlaetii
Pleiotaxis overlaetii là một loài thực vật có hoa trong họ Cúc. Loài này được Staner miêu tả khoa học đầu tiên năm 1936.